# Fulvetta
Fulvetta – rodzaj ptaków z rodziny ogoniatek (Paradoxornithidae).

## Rozmieszczenie geograficzne
Rodzaj obejmuje gatunki występujące w Azji.

## Morfologia
Długość ciała 10,5–13 cm, masa ciała 9–14 g.

## Systematyka
Rodzaj zdefiniowała w 1877 roku para francuskich zoologów, Armand David i Émile Oustalet, w publikacji własnego autorstwa poświęconej ptakom Chin. Gatunkiem typowym jest (późniejsze oznaczenie) cynamonek popielaty (F. cinereiceps).

### Etymologia
Fulvetta: zdrobnienie łac. fulvus ‘śniady, żółtawo-brązowy’.

### Podział systematyczny
Takson wyodrębniony ostatnio z Alcippe. Do rodzaju należą następujące gatunki:
- Fulvetta ruficapilla (J. Verreaux, 1871) – cynamonek rdzawołbisty
- Fulvetta striaticollis (J. Verreaux, 1871) – cynamonek kreskowany
- Fulvetta vinipectus (Hodgson, 1837) – cynamonek białobrewy
- Fulvetta ludlowi Kinnear, 1935 – cynamonek brązowogłowy
- Fulvetta manipurensis (Ogilvie-Grant, 1905) – cynamonek jasnolicy
- Fulvetta cinereiceps (J. Verreaux, 1871) – cynamonek popielaty